# Owen Roe O'Neill
Owen Roe O'Neill ("il Rosso"), in gaelico Eoghan Rua O Neill (contea di Armagh, 1582 o 1590 – Cavan, 6 novembre 1649) è stato un generale irlandese, uno dei più famosi rappresentanti della famiglia O'Neill dell'Ulster.

## Biografia

### Formazione ed adolescenza
Era figlio di Art MacBaron O'Neill (c.1548-1618), che era fratello minore di Hugh O'Neill, secondo conte di Tyrone (O'Neill il Grande, 1540-1616).

Owen fu educato dai frati francescani, ma anche addestrato alla guerra sin dalla tenera età; seguì lo zio, il padre e i fratelli in nove anni di guerra (1594-1603) contro l'occupazione inglese dell'Ulster.
Da giovane (1607) lasciò l'Irlanda durante il Volo dei Conti (Flight of the Earls) per sfuggire alla conquista inglese del suo paese natio, l'Ulster.

### Al servizio degli spagnoli
Crebbe nei Paesi Bassi spagnoli, e servì per quasi 40 anni in un reggimento irlandese dell'esercito spagnolo.
Nel 1606 fu nominato capitano e da allora risiedette a Bruxelles. O'Neill fu promosso maggiore e comandante in campo del reggimento Tyrone dopo la morte di Henri O'Neill nel 1610. Combatté principalmente nella lunghissima guerra contro le Province Unite delle Fiandre; nel 1634 fu nominato colonnello di un reggimento irlandese da poco formato: il suo più celebre fatto d'armi durante il servizio per gli spagnoli avvenne durante la guerra contro la Francia, quando difese la città di frontiera di Arras con 1500 soldati contro truppe più che doppie, tra luglio e agosto del 1640. La sua condotta gli fece guadagnare l'ammirazione del comandante francese che conquistò la città e catturò O'Neill, che affermò che l'irlandese aveva superato il francese in tutto, tranne che in fortuna.
O'Neill, come molti irlandesi al servizio della Spagna, era molto ostile alla presenza protestante britannica in Irlanda. Nel 1627 aveva sottoscritto una petizione indirizzata alla Corona spagnola che chiedeva di utilizzare i reggimenti irlandesi della Spagna per invadere l'Irlanda. O'Neill suggerì che l'Irlanda si costituisse in Repubblica sotto la protezione della Spagna, per evitare le lotte tra le famiglie che aspiravano a dare un principe o un re all'Irlanda. Questo progetto, tuttavia, non fu accolto e l'ufficiale tentò altre strade.

### Ritorno in Irlanda
Attraverso i suoi contatti in Irlanda, egli si dedicò a quegli intrighi che hanno portato alla rivolta irlandese del mese di ottobre 1641; poco dopo O'Neill sbarcò a Castledoe, nella contea di Donegal, nel luglio 1642, con una compagnia di 300 veterani irlandesi e un carico fornitura di armi e munizioni. Egli fu ricevuto calorosamente e, grazie alla sua esperienza militare, riconosciuto comandante generale delle forze confederate e leader dell'Ulster irlandese, ma fu deluso di non essere riconosciuto come conte di Tyrone e capo del clan O'Neill, poiché il titolo era rivendicato da un suo parente, Sir Phelim (o Felim) O'Neill di Kinard che comunque gli cedette il comando della ribellione del Nord, e lo scortò da Lough Swilly a Charlemont.
La guerra che fu provocata dalla ribellione è nota come Irish Confederate War, ed è parte delle Guerre dei tre regni, la guerra civile che ebbe luogo in Inghilterra, Scozia e Irlanda.
Owen entrò anche in conflitto con i nobili monarchici dell'assemblea di Kilkenny che non condivideva la sua ambizione di ripristinare la sovranità irlandese. In ogni caso, l'assemblea lo nominò comandante dell'Ulster, uno dei quattro comandi regionali.
Ma la gelosia tra i nobili era complicata dalle differenze tra Owen Roe e la Confederazione, che si riunì a Kilkenny nel 1642. Owen Roe diceva di agire nell'interesse del re Carlo I, mentre il suo vero scopo era un'Irlanda cattolica e indipendente, a differenza degli Old English cattolici, rappresentati nel Consiglio supremo, che volevano ottenere la libertà religiosa e una costituzione irlandese sotto la Corona d'Inghilterra. O'Neill voleva, più specificamente, abbattere il sistema delle Piantagioni  (Plantations) e recuperare le terre ancestrali del suo clan. Inoltre, egli fu contrariato che la maggior parte delle risorse militari della Confederazione fosse stata attribuita all'esercito del Leinster di Thomas Preston. Anche Preston era un veterano dell'esercito spagnolo, nel quale lui e O'Neill erano entrati in conflitto.

### Al comando dell'Ulster
L'esercito dell'Ulster era costituito principalmente da poche, mal disciplinate reclute. Con meno di 600 regolari e privi di forniture, di armi e munizioni, O'Neill non fu in grado di contenere le forze britanniche in Ulster, dove inesorabilmente le incursioni dei Covenanter del generale Robert Monro (o Munro) e dei protestanti del generale Laggan costrinsero molti irlandesi ad abbandonare le loro aziende agricole e di adottare uno stile di vita nomade, con le loro mandrie di bestiame. O'Neill si ritirò dall'Ulster verso Connacht, ma fu sconfitto con un'imboscata da Sir William Stewart nel giugno 1643. Dopo questa battuta d'arresto, O'Neill spostò le sue forze nella contea di Meath spinto dal bisogno di approvvigionamenti e con l'intento di minacciare Dublino da nord-ovest. Quando le forze britanniche sotto il comando di Lord Moore cercarono di respingerlo, O'Neill assunse una posizione difensiva a Portlester, riuscendo a far ritirare gli inglesi.
Sebbene Owen Roe O'Neill fosse un abile generale, fu sopraffatto dal numero dell'esercito protestante scozzese, sbarcato nell'Ulster nel 1642. Dopo una sconfitta a Clones dovette abbandonare il centro dell'Ulster e fu seguito da migliaia di profughi cattolici, in fuga dalle rappresaglie dei soldati scozzesi, che volevano vendicare il massacro dei protestanti durante la ribellione del 1641.

O'Neill si lamentò del fatto che la devastazione dell'Ulster fosse tale che la regione sembrava «non solo un deserto, ma un inferno, se può esistere un inferno sulla Terra». O'Neill fece del suo meglio per fermare il massacro di civili protestanti, e ciò gli valse la gratitudine di molti. Dal 1642 al 1646 la situazione militare nell'Ulster si stabilizzò, e O'Neill colse l'occasione per formare il suo esercito. Tuttavia, le truppe, scarsamente fornite, acquistarono una pessima reputazione di saccheggio e furto anche verso i civili amici attorno ai loro accampamenti nel Leinster del nord e nell'Ulster del sud.
Nel 1646, O'Neill, con i rifornimenti forniti dal Nunzio apostolico Giovanni Battista Rinuccini (inviato dal papa Innocenzo X), attaccò l'esercito di protestanti (Covenanter) scozzesi, guidato da Robert Monro, che era giunto nell'aprile 1642. Il 5 giugno 1646 lo sconfisse completamente nella battaglia di Benburb sul fiume Blackwater, con l'uccisione o la cattura di quasi 3.000 scozzesi. Tuttavia, poiché era stato convocato a Kilkenny dal Rinuccini, che aveva bisogno del suo sostegno, non riuscì ad approfittare della sua vittoria, e Munro poté ritirarsi al sicuro, nella piazzaforte di Carrickfergus.

### Lotta tra le fazioni irlandesi
Nel marzo 1646 fu firmato un trattato tra i cattolici e James Butler, conte (poi duca) di Ormonde, che era stato nominato Lord Luogotenente d'Irlanda dal re Carlo I. Con questo trattato i confederati si impegnarono ad inviare truppe in Inghilterra per partecipare alla guerra civile inglese dalla parte dei realisti. I termini di questo trattato, tuttavia, furono respinti dalla maggioranza dei soldati cattolici irlandesi, dal clero e dal Rinuccini. O'Neill mosse il suo esercito dall'Ulster, Preston dal Leinster, in un tentativo fallito di intrappolare Butler a Dublino. Gli eserciti confederati irlandesi furono travolti nel corso dell'anno successivo in una serie di pesanti sconfitte contro gli eserciti parlamentari nelle battaglie di Dungan Hill e Knocknanauss. I cattolici irlandesi dovettero moderare le loro rivendicazioni e giungere a un nuovo trattato di pace con i realisti. Questa volta, O'Neill fu l'unico generale irlandese a respingere questo accordo e si trovò isolato dopo la partenza dall'Irlanda del nunzio apostolico Giovanni Battista Rinuccini, nel febbraio 1649.
Poiché era stato escluso dai termini del trattato di pace firmato con Butler, rifiutò di aderire alla coalizione cattolico-realista, e nel 1648 il suo esercito dell'Ulster combatté contro gli altri eserciti cattolici. Propose allora un'alleanza a George Monck, che comandava le forze parlamentari nel nord, per ottenere dei luoghi per l'acquartieramento delle sue truppe e a quel punto cercò di concludere un accordo separato con il Parlamento inglese contro i realisti. Non avendo ottenuto nulla, si rivolse a Butler e ai confederati, con i quali si accingeva a cooperare in modo più stretto, quando l'arrivo di Cromwell in Irlanda, nel mese di agosto 1649, mise i cattolici di fronte a una situazione pericolosa.

### Morte ed eredità
Tuttavia, prima ancora che questa nuova situazione si evolvesse, Owen Roe morì, il 6 novembre 1649. La tradizione nazionalista irlandese sostiene, senza prove, che egli sarebbe stato avvelenato dagli inglesi, ma è più probabile che sia morto di malattia. La nobiltà cattolica in Ulster si riunirà nel mese di marzo per nominare il suo successore, e la scelta cadde sul vescovo di Clogher, Heber MacMahon, che aveva appena organizzato l'incontro di Clonmacnoise. L'esercito dell'Ulster di O'Neill non fu in grado di impedire la riconquista del paese da parte di Cromwell, nonostante la vittoriosa difesa di Clonmel da parte di Hugh Dubh O'Neill, nipote di Owen Roe. Quest'esercito fu distrutto nella battaglia di Scarrifholis, nella contea di Donegal, nel 1650. I sopravvissuti continuarono la guerriglia fino al 1653, quando si arresero a Cloughoughter nella contea di Cavan. La maggior parte dei sopravvissuti fu messa al servizio dell'esercito spagnolo.
Nel XIX secolo, O'Neill è stato celebrato dai nazionalisti rivoluzionari irlandesi della Giovane Irlanda, che lo videro come un patriota irlandese. Thomas Osborne Davis compose su di lui una famosa canzone dal titolo "Lament for the Death of Eoghan Ruadh O'Neill" (Lamento per la morte di Owen Roe O'Neill), che fu pubblicato dal quotidiano The Nation.